# Folke Holmström
Folke Henrik Christopher Holmström, född 5 maj 1902 i Lund, död 14 oktober 1978 i samma stad, var en svensk teolog och författare. Han var son till teologiprofessor Olof Holmström och Signe Heurlin.
Folke Holmström studerade vid Lunds universitet och blev filosofie kandidat där 1923, teologie kandidat 1927, teologie licentiat 1932 och teologie doktor 1935. Han var docent i systematisk teologi i Lund 1934–1939, i teologisk etik med religionsfilosofi från 1956 samt tjänstgjorde som lektor vid högre allmänna läroverket i Linköping 1939–1954 och vid Katedralskolan i Lund 1954–1967. Han var tillsammans med hustrun initiativtagare till Individuell Människohjälp (IM) 1938, och var redaktör för organisationens tidskrift från 1944.
Han gifte sig 1936 med Britta Ringius  och fick barnen Stefan 1938, Monica 1940, Helge 1942, Erland 1943, Christopher 1949 och Mikael 1955. Makarna Holmström är begravda på Brunnby kyrkogård.